# Liste der Baudenkmale in Wollershausen
In der Liste der Baudenkmale in Wollershausen sind alle Baudenkmale der niedersächsischen Gemeinde Wollershausen im Landkreis Göttingen aufgelistet. Stand der Liste das Jahr 1997, ergänzt mit Daten aus dem Denkmalatlas Niedersachsen.

## Allgemein
In den Spalten befinden sich folgende Informationen:
- Lage: die Adresse des Baudenkmales und die geographischen Koordinaten. Kartenansicht, um Koordinaten zu setzen. In der Kartenansicht sind Baudenkmale ohne Koordinaten mit einem roten Marker dargestellt und können in der Karte gesetzt werden. Baudenkmale ohne Bild sind mit einem blauen Marker gekennzeichnet, Baudenkmale mit Bild mit einem grünen Marker.
- Bezeichnung: Bezeichnung des Baudenkmales
- Beschreibung: die Beschreibung des Baudenkmales. Unter § 3 Abs. 2 NDSchG werden Einzeldenkmale und unter § 3 Abs. 3 NDSchG Gruppen baulicher Anlagen und deren Bestandteile ausgewiesen.
- ID: die Objekt-ID des Baudenkmales
- Bild: ein Bild des Baudenkmales, ggf. zusätzlich mit einem Link zu weiteren Fotos des Baudenkmals im Medienarchiv Wikimedia Commons. Wenn man auf das Kamerasymbol klickt, können Fotos zu Baudenkmalen aus dieser Liste hochgeladen werden:

## Wollershausen
| Lage                                                           | Bezeichnung                                           | Beschreibung | ID       | Bild           |
| -------------------------------------------------------------- | ----------------------------------------------------- | --- | -------- | -------------- |
| Hauptstraße 51° 35′ 45″ N, 10° 15′ 25″ O                       | ev. Kirche St. Marien                                 | Die heutige Kirche wurde 1675 erbaut. Vorher hatte Johann von Minnigerode an den Vorgängerbau einen Chor anfügen lassen.                   | 35292151 | Weitere Bilder |
| Hauptstraße 51° 35′ 45″ N, 10° 15′ 24″ O                       | Ehrenmal                                              | Ehrenmal an der Westseite der Marienkirche.                                                                                                | 35292172 |                |
| Hauptstraße 14 51° 35′ 44″ N, 10° 15′ 24″ O                    | Pfarrhaus                                             | Zweigeschossiges Fachwerkhaus mit Krüppelwalmdach, erbaut um 1800                                                                          | 35292307 |                |
| Hauptstraße 27 51° 35′ 44″ N, 10° 15′ 26″ O                    | Wohnhaus                                              | Das Haus wurde Ende des 18. Jahrhunderts erbaut.                                                                                           | 35292327 | BW             |
| Elbingen, Herzberger Landstraße 4 51° 36′ 50″ N, 10° 13′ 44″ O | Hofanlage Herzberger Landstraße 4 (Baudenkmal-Gruppe) | | 35232587 |                |
| Elbingen, Herzberger Landstraße 4 51° 36′ 50″ N, 10° 13′ 43″ O | Hofanlage                                             | Einzeldenkmal der Baudenkmal-Gruppe Hofanlage Herzberger Landstraße 4 (ID 35232587)                                                        | 35292347 |                |
| Mühlenstraße 1 51° 35′ 45″ N, 10° 15′ 19″ O                    | Wasserschloß Wollershausen (Baudenkmal-Gruppe)        | Baudenkmal-Gruppe Wasserschloß Wollershausen mit Schlossgebäude, Wassergräben um das Schloss, Brücke über den Wassergraben und Schlosspark | 35232555 | BW             |
| Mühlenstraße 1 (Hauptstraße 12) 51° 35′ 44″ N, 10° 15′ 20″ O   | Wasserschloß Wollershausen: Schloss                   | Einzeldenkmal der Baudenkmal-Gruppe Wasserschloß Wollershausen (ID 35232555). Das barocke Wasserschloss wurde 1732 bis 1735 erbaut.        | 35292284 |                |
| Mühlenstraße 1 51° 35′ 44″ N, 10° 15′ 18″ O                    | Wasserschloß Wollershausen: Wassergräben              | Einzeldenkmal der Baudenkmal-Gruppe Wasserschloß Wollershausen (ID 35232555).                                                              | 35292260 |                |
| Mühlenstraße 1 51° 35′ 45″ N, 10° 15′ 18″ O                    | Wasserschloß Wollershausen: Brücke                    | Einzeldenkmal der Baudenkmal-Gruppe Wasserschloß Wollershausen (ID 35232555).                                                              | 35292216 | BW             |
| Mühlenstraße 1 51° 35′ 43″ N, 10° 15′ 16″ O                    | Wasserschloß Wollershausen: Schloßpark Wollershausen  | Einzeldenkmal der Baudenkmal-Gruppe Wasserschloß Wollershausen (ID 35232555).                                                              | 35292192 | BW             |